# H.265
H.265, MPEG-H Part 2 of HEVC (High Efficiency Video Coding) is een digitale videocodec voor een efficiënte compressie van videobeelden. De codec werd gepubliceerd op 7 juni 2013.
De standaard heeft verschillende namen en begon als "High Efficiency Video Coding" (HEVC). ISO/IEC noemt de standaard MPEG-H Part 2, terwijl ITU-T dit H.265 noemt. De standaard volgde H.264 op in 2013 en ondersteunt een beeldresolutie van 8192×4320 en 8K UHDTV, en kan dezelfde kwaliteit bereiken met ongeveer de helft van de hoeveelheid data.

## Technisch
Voorganger H.264 is een blokgeoriënteerde en bewegingsgecompenseerde compressiestandaard. Dat het blokgericht is, betekent dat de afbeelding in blokken is verdeeld op basis van hoe vergelijkbaar de pixels in een gebied met elkaar zijn. Terwijl H.264 macroblokken gebruikt tussen 16×16 pixels en 4×4 pixels, staat H.265 blokken toe tot 64×64 pixels. De bewegingscompensatie zit hem in het feit dat wanneer het beeld beweegt, de blokken in de bewegingsrichting worden verplaatst zodat zoveel mogelijk van het vorige beeld weer wordt gebruikt.
H.265 probeert beweging te voorspellen en hoeft alleen de snelheid en richting van de beweging te coderen en het verschil tussen het voorspelde en het echte beeld te corrigeren. Voorspellingen zijn beter in H.265 dan in H.264, en er worden 33 bewegingsrichtingen gebruikt waar H.264 er 9 gebruikt. H.265 maakt ook parallelle verwerking mogelijk door beelden in onafhankelijke gebieden onder te verdelen, en is aangepast voor toepassing in moderne processors.
H.265 vraagt bijna tien keer zoveel rekenkracht als H.264 en gebruikt dus beduidend meer elektrisch vermogen (watt), waardoor de standaard niet direct een succes was. Hardware-ondersteuning voor decodering is daarom iets dat in veel processors, grafische kaarten en blu-ray-spelers is ingebouwd.

## Ondersteuning
Apple ondersteunt H.265 vanaf 2017 in iOS 11 en macOS High Sierra. Microsoft heeft ondersteuning voor de codec in Windows 10 en Googles browser Chrome kreeg pas in 2022 ondersteuning voor H.265 (vanaf Chrome 104). Android 5.0 (Lollipop) kwam in 2014 met ondersteuning voor H.265. 
Technologiebedrijven Intel, AMD en NVIDIA hebben (vanaf 2018) producten met ondersteuning voor hardwaredecodering van H.265.

## Voor- en nadelen
Enkele voordelen zijn:
- biedt in vergelijking met H.264 tot tweemaal hogere datacompressie met behoud van videokwaliteit
- ontworpen voor beeldresoluties tot 4K (4096×2160) en 8K (8192×4320)

Enkele nadelen zijn:
- codering en decodering vereist meer rekenkracht dan H.264
- vereist een licentie voor gebruik door fabrikanten
- het gaat om een lossy codec. Dit betekent dat bij het decomprimeren of het hercomprimeren naar een nieuwe codec (bijvoorbeeld bij het migreren eens de codec verouderd is), er informatie verloren zal gaan ten opzichte van het origineel. Dit maakt de codec ongeschikt voor langetermijnarchivering van masterbestanden.